# Potok Tounjski
Potok Tounjski – wieś w Chorwacji, w żupanii karlowackiej, w gminie Tounj. W 2011 roku liczyła 71 mieszkańców.